# Music in My Heart
Music in My Heart è un film statunitense del 1940 diretto da Joseph Santley.
La canzone It's a Blue World (musica e testo di Chet Forrest e Bob Wright) ha ricevuto la candidatura all'Oscar alla migliore canzone ai Premi Oscar 1941.